# Grand Prix Kanady 2014
Grand Prix Kanady 2014 (oficiálně Formula 1 Grand Prix du Canada 2014) se jela na okruhu Circuit Gilles Villeneuve v Montréalu v Kanadě dne 8. června 2014. Závod byl sedmým v pořadí v sezóně 2014 šampionátu Formule 1.

## Kvalifikace
| Poř.                       | No. | Jezdec            | Konstruktér             | Časy v kvalifikaci | Časy v kvalifikaci | Časy v kvalifikaci | Pořadí na startu |
| Poř.                       | No. | Jezdec            | Konstruktér             | Q1                 | Q2                 | Q3                 | Pořadí na startu |
| -------------------------- | --- | ----------------- | ----------------------- | ------------------ | ------------------ | ------------------ | ---------------- |
| 1                          | 6   | Nico Rosberg      | Mercedes                | 1:16.471           | 1:15.289           | 1:14.874           | 1                |
| 2                          | 44  | Lewis Hamilton    | Mercedes                | 1:15.750           | 1.15.054           | 1:14.953           | 2                |
| 3                          | 1   | Sebastian Vettel  | Red Bull Racing-Renault | 1:17.470           | 1:16.109           | 1:15.548           | 3                |
| 4                          | 77  | Valtteri Bottas   | Williams-Mercedes       | 1:16.772           | 1:15.806           | 1:15.550           | 4                |
| 5                          | 19  | Felipe Massa      | Williams-Mercedes       | 1:16.666           | 1:15.773           | 1:15.578           | 5                |
| 6                          | 3   | Daniel Ricciardo  | Red Bull Racing-Renault | 1:17.113           | 1:15.897           | 1:15.589           | 6                |
| 7                          | 14  | Fernando Alonso   | Ferrari                 | 1:17.010           | 1:16.131           | 1:15.814           | 7                |
| 8                          | 25  | Jean-Éric Vergne  | Toro Rosso-Renault      | 1:17.178           | 1:16.255           | 1:16.162           | 8                |
| 9                          | 22  | Jenson Button     | McLaren-Mercedes        | 1:16.631           | 1:16.214           | 1:16.182           | 9                |
| 10                         | 7   | Kimi Räikkönen    | Ferrari                 | 1:17.013           | 1:16.245           | 1:16.214           | 10               |
| 11                         | 27  | Nico Hülkenberg   | Force India-Mercedes    | 1:16.897           | 1:16.300           |                    | 11               |
| 12                         | 20  | Kevin Magnussen   | McLaren-Mercedes        | 1:16.446           | 1:16.310           |                    | 12               |
| 13                         | 11  | Sergio Pérez      | Force India-Mercedes    | 1:18.235           | 1:16.472           |                    | 13               |
| 14                         | 8   | Romain Grosjean   | Lotus-Renault           | 1:17.732           | 1:16.687           |                    | 14               |
| 15                         | 26  | Daniil Kvjat      | Toro Rosso-Renault      | 1:16.938           | 1:16.713           |                    | 15               |
| 16                         | 99  | Adrian Sutil      | Sauber-Ferrari          | 1:17.519           | 1:17.314           |                    | 16               |
| 17                         | 13  | Pastor Maldonado  | Lotus-Renault           | 1:18.328           |                    |                    | 17               |
| 18                         | 4   | Max Chilton       | Marussia-Ferrari        | 1:18.348           |                    |                    | 18               |
| 19                         | 17  | Jules Bianchi     | Marussia-Ferrari        | 1:18.359           |                    |                    | 19               |
| 20                         | 10  | Kamui Kobajaši    | Caterham-Renault        | 1:19.278           |                    |                    | 21               |
| 21                         | 9   | Marcus Ericsson   | Caterham-Renault        | 1:19.820           |                    |                    | 20               |
| 107% času vítěze: 1:21.052 |     |                   |                         |                    |                    |                    |                  |
| —                          | 21  | Esteban Gutiérrez | Sauber-Ferrari          | Bez času           |                    |                    | PL               |
| Zdroj:                     |     |                   |                         |                    |                    |                    |                  |

Poznámky
1. ↑  Kamui Kobajaši obdržel trest posunu o 5 míst vzad za neplánovanou výměnu převodovky.
2. ↑  Esteban Gutiérrez nezaznamenal čas, kterým by se kvalifikoval ve 107 % času vítěze. Start mu byl povolen sportovními komisaři. Zároveň musel startovat z boxové uličky kvůli opravě jeho vozidla.

## Závod
| Poř.   | No. | Jezdec            | Konstruktér             | Počet kol | Čas/Odstoupení   | Pořadí na startu | Body |
| ------ | --- | ----------------- | ----------------------- | --------- | ---------------- | ---------------- | ---- |
| 1      | 3   | Daniel Ricciardo  | Red Bull Racing-Renault | 70        | 1:39:12.830      | 6                | 25   |
| 2      | 6   | Nico Rosberg      | Mercedes                | 70        | +4.236           | 1                | 18   |
| 3      | 1   | Sebastian Vettel  | Red Bull Racing-Renault | 70        | +5.247           | 3                | 15   |
| 4      | 22  | Jenson Button     | McLaren-Mercedes        | 70        | +11.755          | 9                | 12   |
| 5      | 27  | Nico Hülkenberg   | Force India-Mercedes    | 70        | +12.843          | 11               | 10   |
| 6      | 14  | Fernando Alonso   | Ferrari                 | 70        | +14.869          | 7                | 8    |
| 7      | 77  | Valtteri Bottas   | Williams-Mercedes       | 70        | +23.578          | 4                | 6    |
| 8      | 25  | Jean-Éric Vergne  | Toro Rosso-Renault      | 70        | +28.026          | 8                | 4    |
| 9      | 20  | Kevin Magnussen   | McLaren-Mercedes        | 70        | +29.254          | 12               | 2    |
| 10     | 7   | Kimi Räikkönen    | Ferrari                 | 70        | +53.678          | 10               | 1    |
| 11     | 11  | Sergio Pérez      | Force India-Mercedes    | 69        | Kolize           | 13               |      |
| 12     | 19  | Felipe Massa      | Williams-Mercedes       | 69        | Kolize           | 5                |      |
| 13     | 99  | Adrian Sutil      | Sauber-Ferrari          | 69        | +1 kolo          | 16               |      |
| 14     | 21  | Esteban Gutiérrez | Sauber-Ferrari          | 64        | Pohonná jednotka | PL               |      |
| Ret    | 8   | Romain Grosjean   | Lotus-Renault           | 59        | Zadní křídlo     | 14               |      |
| Ret    | 26  | Daniil Kvjat      | Toro Rosso-Renault      | 47        | Hnací hřídel     | 15               |      |
| Ret    | 44  | Lewis Hamilton    | Mercedes                | 46        | Brzdy            | 2                |      |
| Ret    | 10  | Kamui Kobajaši    | Caterham-Renault        | 23        | Zavěšení         | 21               |      |
| Ret    | 13  | Pastor Maldonado  | Lotus-Renault           | 21        | Pohonná jednotka | 17               |      |
| Ret    | 9   | Marcus Ericsson   | Caterham-Renault        | 7         | Tlak oleje       | 20               |      |
| Ret    | 4   | Max Chilton       | Marussia-Ferrari        | 0         | Kolize           | 18               |      |
| Ret    | 17  | Jules Bianchi     | Marussia-Ferrari        | 0         | Kolize           | 19               |      |
| Zdroj: |     |                   |                         |           |                  |                  |      |

Poznámky
1. 1 2 3  Sergio Pérez, Felipe Massa a Esteban Gutiérrez odstoupili ze závodu, ale byl klasifikován, protože odjel více než 90 % délky závodu.

## Průběžné pořadí po závodě
Pohár jezdců
|   | Pořadí | Jezdec           | Body |
| - | ------ | ---------------- | ---- |
|   | 1      | Nico Rosberg     | 140  |
|   | 2      | Lewis Hamilton   | 118  |
| 1 | 3      | Daniel Ricciardo | 79   |
| 1 | 4      | Fernando Alonso  | 69   |
| 1 | 5      | Sebastian Vettel | 60   |

Pohár konstruktérů
|  | Pořadí | Konstruktér             | Body |
|  | ------ | ----------------------- | ---- |
|  | 1      | Mercedes                | 258  |
|  | 2      | Red Bull Racing-Renault | 139  |
|  | 3      | Ferrari                 | 87   |
|  | 4      | Force India-Mercedes    | 77   |
|  | 5      | McLaren-Mercedes        | 66   |